# Johann Friedrich von Meyer

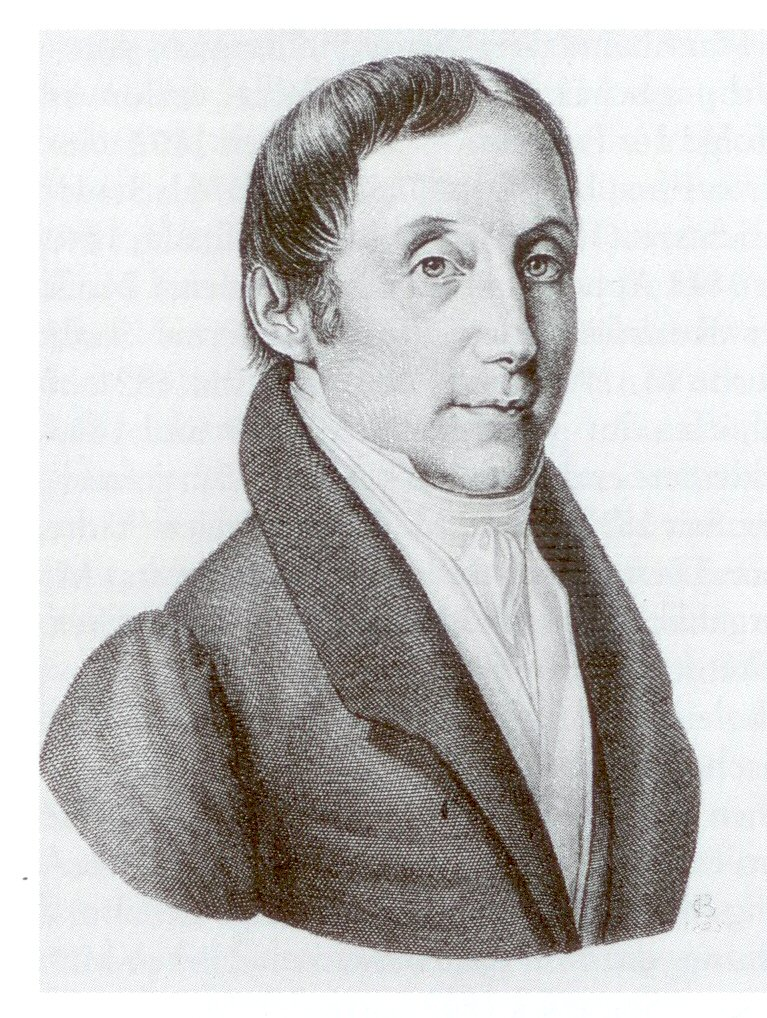
Johann Friedrich von Meyer („Bibel-Meyer“)

Johann Friedrich Meyer, ab 1789 von Meyer, (* 12. September 1772 in Frankfurt am Main; † 28. Januar 1849 ebenda) war ein deutscher Jurist, evangelischer Theologe und Politiker. Sein Nachruhm gründete sich vor allem auf seine jahrzehntelange Bibelforschung und eine 1819 erschienene Bibelübersetzung, die ihm den Beinamen Bibel-Meyer einbrachte.

## Herkunft
Meyer war ein Sohn des Großkaufmanns und Inhabers eines Blechwalzwerks Johann Anton Meyer (1734–1800) aus Hildesheim und seiner Ehefrau Anna Catharina geb. Mühl (1735–1797) aus Frankfurt. Der Vater wurde 1789 in den erblichen Adelsstand erhoben. Johann Friedrichs ältere Brüder Heinrich Anton (1766–1834) und Johann Georg (1765–1838) wurden Anteilseigner der väterlichen Firma, Johann Georg gründete zudem ein Bankhaus.

## Leben
Er besuchte das Frankfurter Gymnasium, wo er eine besondere Neigung zu den alten Sprachen und der klassischen Literatur entwickelte. Auf Wunsch seines Vaters bezog er jedoch mit 17 Jahren die Universität Göttingen, um Rechtswissenschaft zu studieren. Dort schloss er Freundschaft mit dem Schriftsteller Theobald Wilhelm Broxtermann, den er 1797 in Wetzlar in Diplomatik unterrichtete. 1792 schloss er das Studium mit der Promotion zum Dr. jur. erfolgreich ab, wechselte jedoch an die Universität Leipzig, wo er philosophische und naturwissenschaftliche Vorlesungen hörte und den Grad eines Dr. phil. erwarb.
1794 ging er als Praktikant an das Reichskammergericht in Wetzlar. Hier heiratete er 1795 Maria Magdalena Franziska von Zwackh († 1849), die Tochter des nachmaligen pfälzischen Regierungspräsidenten Franz Xaver von Zwack auf Holzhausen. Später war Meyer pfalz-bayerischer Appellationsrat in Mannheim und Kammerdirektor des Fürsten von Salm-Kyrburg. Nach dem Verlust dieser Stellung aufgrund der Koalitionskriege kehrte er 1802 nach Frankfurt am Main zurück.
1807 berief ihn Carl Theodor von Dalberg zum Stadtgerichtsrat. Seine juristische Karriere führte ihn weiter zum Appellationsgerichtsrat (1822) sowie zum Appellationsgerichtspräsidenten (1840 bis 1848) des Appellationsgerichts Frankfurt am Main. Parallel dazu begann er eine politische Laufbahn in seiner Vaterstadt, die ihn nach der Konstituierung der Freien Stadt Frankfurt zunächst in das Amt des Senators, 1821 in das Schöffenamt führte. 1825, 1839 und 1843 bekleidete er das Amt des Älteren Bürgermeisters, das höchste Amt in der Freien Stadt. Seit 1837 vertrat er die vier Freien Städte zudem als Deputierter im Bundestag.
Sein Nachruhm gründete sich jedoch weniger auf seine politischen Ämter als vielmehr auf seine wissenschaftliche Arbeit. Seit 1807 hatte er sich mit Hilfe seiner guten Kenntnis der klassischen Sprachen Latein, Griechisch und Hebräisch intensiv mit dem Studium der Bibel befasst. 1816 wurde er Mitgründer und Präsident der heute noch bestehenden Frankfurter Bibelgesellschaft. Sein Urteil, dass die Luthersche Übersetzung sprachlich und philologisch überarbeitet werden müsse, führte ihn zur Erarbeitung einer eigenen Revision der Lutherbibel, die 1819 in drei Bänden erschien. Darin versuchte er den Charakter der Luther-Bibel zu wahren und zugleich die Fortschritte in der Urtextforschung und in der Kenntnis des Hebräischen zu berücksichtigen. 1821 würdigte die Universität Erlangen seine Leistungen mit der Verleihung der theologischen Ehrendoktorwürde. Seine Bibelforschungen brachten ihm den Beinamen Bibel-Meyer ein. 1822 verteidigte er seine über den Luthertext hinausgehende Übersetzung mit den Worten: „Ja, wir sollten Luther so verunehren, daß wir seine Mängel verewigten?“
Trotz seiner Gelehrsamkeit und seiner tiefempfundenen Frömmigkeit war Meyer dem weltlichen Leben zugewandt. Er war ein begabter Zeichner, spielte die Harfe und verfasste in seiner Studentenzeit eine Reihe von Romanen und Dramen. 1794/95 war er Mitarbeiter an Christoph Martin Wielands Deutschem Merkur. 1803 übertrug man ihm die Intendanz des Städtischen Theaters in Frankfurt, ein Amt, das er jedoch trotz einiger Publikumserfolge Anfang 1805 wegen gegen ihn gerichteter Intrigen wieder aufgab.
Meyer starb am 28. Januar 1849, dreizehn Stunden nach dem plötzlichen Tod seiner Frau. Das Ehepaar hatte drei Töchter und drei Söhne, darunter der Legationsrat Guido von Meyer (1798–1869) und der Frankfurter Paläontologe Hermann von Meyer (1801–1869). An der Stelle seines früheren Wohnhauses in der Großen Bockenheimer Gasse befindet sich eine Gedenktafel.

## Werke (Auswahl)
- Die Heilige Schrift in berichtigter Uebersetzung mit kurzen Anmerkungen. Frankfurt a. M. 1819. Erster Theil, Zweyter Theil, Dritter Theil.
- Briefe und Gesänge aus dem Morgenlande. Langenberg 1866. Digitalisat.

## Nachweise
1. ↑  eingeschrieben als „Johann Friedrich Meyer“ am 25. April 1790 (Die Matrikel der Georg-August-Universität zu Göttingen 1734–1837. Hildesheim 1937, S. 323).
2. ↑  Intelligenzblatt der Jenaischen Allgemeinen Literatur-Zeitung November 1821, No. 72, Spalte 574.

| Vorgänger                       | Amt                                                     | Nachfolger                |
| ------------------------------- | ------------------------------------------------------- | ------------------------- |
| Johann Gerhard Christian Thomas | Frankfurter Gesandter beim Deutschen Bund 1838 bis 1847 | Eduard Ludwig von Harnier |

| Personendaten    | Personendaten                                          |
| ---------------- | ------------------------------------------------------ |
| NAME             | Meyer, Johann Friedrich von                            |
| ALTERNATIVNAMEN  | Meyer, Johann Friedrich                                |
| KURZBESCHREIBUNG | deutscher Jurist, evangelischer Theologe und Politiker |
| GEBURTSDATUM     | 12. September 1772                                     |
| GEBURTSORT       | Frankfurt am Main                                      |
| STERBEDATUM      | 28. Januar 1849                                        |
| STERBEORT        | Frankfurt am Main                                      |